# تنفيذي
في علم الحاسوب، تُعرف الملفات التنفيذية، والتي يُشار إليها أحيانًا ببساطة باسم التنفيذي أو الثنائي، بأنها ما يجعل الحاسوب يؤدي المهام المحددة وفقًا للتعليمات المُرمزة، على عكس ملفات البيانات التي تحتاج تفسيرها (تجزئتها) بواسطة مفسر لتكون فعالة.
يعتمد التفسير الدقيق على الاستخدام. تُفهم التعليمات تقليديًا على أنها تعليمات برمجية آلية لوحدة المعالجة المركزية الفعلية. في بعض السياقات، قد يُعتبر الملف الذي يحوي على تعليمات برمجية نصية (مثل شيفرة البايت) تنفيذيًا أيضًا.